# Pokémon, le film : Kyurem vs la Lame de la justice
Pokémon le film: Kyurem vs la Lame de la justice, est le quinzième film de la série animée Pokémon. Ce film est centré sur les Pokémon légendaires Cobaltium, Terrakium, Viridium, Keldeo ainsi que Kyurem.

## Synopsis
Sacha, Pikachu et leurs amis rencontrent un jeune Pokémon lors de leur voyage.   Celui-ci leur dit être une lame de la Justice, nouveau membre du fameux trio de légende....
Ce dernier est pourchassé par Kyurem.

## Distribution
Le film est  sorti le 14 juillet 2012 au Japon, le 8 décembre 2012 aux États-Unis et le 25 février 2013 en France

### Voix en français
- Aurélien Ringelheim: Sacha
- Béatrice Wegnez	: Iris
- Maxime Donnay	: Rachid
- Thibaut Delmotte	: Keldeo
- Jean-Michel Vovk	: Kyurem
- Michel Hinderyckx	: Narrateur, voix de Pokémon
- Julie Basecqz	: Infirmière Joëlle, voix de Pokémon
- Colette Sodoyez	: Viridium
- Robert Guilmard	: Cobaltium
- Pierre Bodson	: Terrakium
- Audrey d'Hulstère	: Malin
- Jean-Marc Delhausse : Chef de gare, Voix de Pokémon
- Fabienne Loriaux	: Voix de Pokémon
- Delphine Chauvier	: Voix de Pokémon
- Frédéric Clou	: Voix de Pokémon

Version francophone (belge)
- Studio de doublage : SDI Media Belgium
- Direction de doublage	: Jean-Marc Delhausse
- Adaptation française:	Sophie Servais
- Adaptation des chansons : Marie-Line Landerwijn
- Générique VF interpreté par : 
  - Daniela Sindaco & Hervé Twahirwa (générique de début)
  - Julie Compagnon (générique de fin)